# Hexatoma (Eriocera) gaspensis
Hexatoma (Eriocera) gaspensis is een tweevleugelige uit de familie steltmuggen (Limoniidae). De soort komt voor in het Nearctisch gebied.